# Fellipe Bertoldo
Fellipe Bertoldo est un footballeur est-timorais né le 5 janvier 1991 à São Paulo. Il évolue au poste d'attaquant.

## Biographie
Fellipe Bertoldo joue au Brésil, au Japon, en Iran, en Indonésie, et à Oman.
Il reçoit cinq sélections en équipe du Timor oriental entre 2014 et 2015, inscrivant un but. Il marque son unique but contre le Cambodge le 16 octobre 2014. Le 3 septembre 2015, il joue un match rentrant dans le cadre des éliminatoires du mondial 2018, contre l'Arabie saoudite.

## Palmarès
- Champion d'Iran en 2016 avec l'Esteghlal Khuzestan